# Колодинка (приток Колпи)
Колодинка — река в Бабаевском районе Вологодской области России, правый приток Колпи.
Вытекает из озера Колодное на юге Тороповского сельского поселения, течёт на юг, затем на восток. На территории Володинского сельского поселения, протекает деревни Великово и Володино, за деревней Володино пересекает железную дорогу Вологда — Санкт-Петербург и автодорогу Бабаево — Торопово и через 2 км впадает в Колпь на территории городского поселения Бабаево, в 96 км от устья Колпи. Длина реки составляет 21 км. Крупных притоков нет.

## Данные водного реестра
По данным государственного водного реестра России относится к Верхневолжскому бассейновому округу, водохозяйственный участок реки — Суда от истока и до устья, речной подбассейн реки — Реки бассейна Рыбинского водохранилища. Речной бассейн реки — (Верхняя) Волга до Куйбышевского водохранилища (без бассейна Оки).
По данным геоинформационной системы водохозяйственного районирования территории РФ, подготовленной Федеральным агентством водных ресурсов:
- Код водного объекта в государственном водном реестре — 08010200212110000007760
- Код по гидрологической изученности (ГИ) — 110000776
- Код бассейна — 08.01.02.002
- Номер тома по ГИ — 10
- Выпуск по ГИ — 0